# Дивчићи (Трново, Источно Сарајево)
Дивчићи је опустјело мјесто у општини Трново, Република Српска, БиХ. Према попису становништва из 2013. године, у овом насељу није било становника.